# Euthysanius wagneri
Euthysanius wagneri is een keversoort uit de familie Cebrionidae. De wetenschappelijke naam van de soort is voor het eerst geldig gepubliceerd in 1943 door Van Dyke.